# 팔링고
팔링고(Palringo)는 2006년부터 영국의 Palringo LLC.에서 운영하는 서버 기반의 크로스 플랫폼 메신저이다. Palringo 자체 서버와 기타 여러 가지 인스턴트 메신저 서비스를 이용할 수 있다. 제작사는 2006년 8월 NStar 금융, 프라임 테크놀로지 벤처스, 에스터 금융으로부터 630,000 파운드의 벤처 자금을 지원받아 설립됐으며, palringo.com 도메인은 2007년 1월에 등록됐으며 첫 공개 베타는 2007년 4월에 배포됐다. 또한, 삼성 웨이브 II에 기본으로 설치되어 있는 메신저이다.

## 프로토콜
팔링고는 유저들의 통신을 위해 독자적인 프로토콜을 사용한다. 또한 이 프로토콜은 여러개의 인스턴트 메신저 서비스를 팔링고 클라이언트를 통해 통신할 수 있게 해주며, 팔링고 서버는 다른 메신저 서비스와 직접적으로 통신하지 않게 된다. 팔링고 프로토콜의 최신 버전은 대부분의 다른 메신저에서 볼 수 있는 상태 메시지나 위치 정보 등의 몇가지 소셜 기능을 더했다. 그리고 팔링고는 목소리 녹음과 사진 전송을 지원한다.

### 위치 서비스
팔링고는 Palringo Local이라는 기술을 제공하여 수동 설정, GPS, 삼각 측량이나 연결된 인터넷 네트워크에 기반한 위치 정보로 위치를 설정하고 친구들의 위치를 볼 수 있는 기능을 제공한다. 이 기능은 구글 지도 API를 이용해서 위치를 표시한다.

## 사용할 수 있는 외부 메시징 서비스
- 윈도우 라이브 메신저
- AOL 인스턴트 메신저
- 야후! 메신저
- 구글 토크
- ICQ
- Jabber
- 아이챗
- 모바일미
- Gadu-Gadu
- 페이스북 채팅
- 기타 POP3와 IMAP을 지원하는 이메일

## 사용할 수 있는 플랫폼
- 윈도우 모바일
- 윈도우 폰 7
- 안드로이드 (운영 체제)
- 마이크로소프트 윈도우
- iOS
- 심비안
- 리눅스
- 자바 가상 머신을 탑재한 모든 휴대 전화
- 블랙베리 OS
- 매킨토시 레오파드
- 바다 (운영 체제)